# Miloš Mišković
Miloš D. Mišković (cyr. Милош Д. Мишковић; ur. 22 kwietnia 1932 w Prosjeku, zm. 18 września 2020 w Sarajewie) – profesor nauk geograficznych i kartografii z Bośni i Hercegowiny.

## Życiorys
Mišković wychowywał się w Prosjeku w sąsiedztwie mieszkających we wsi Polaków i Ukraińców. Wtedy też nauczył się podstaw polskiego i ukraińskiego. Jego ojciec Dragan prowadził we wsi sklep detaliczny. Reszta rodziny zajmowała się rolnictwem.
Szkołę średnią ukończył w Banja Luce. W 1958 ukończył geografię na Wydziale Przyrodniczo-Matematycznym Uniwersytetu w Sarajewie. Tam też w 1962 został wykładowcą kartografii, otrzymując etat asystenta. W 1963 dzięki stypendium polskiego Ministerstwa Szkolnictwa Wyższego rozpoczął studia doktoranckie na Uniwersytecie Marii Curie-Skłodowskiej w Lublinie. Podczas pobytu w Lublinie opanował literacką polszczyznę. Doktorat Kartograficzne metody analizy rozmieszczenia osadnictwa i zaludnienia w Bośni i Hercegowinie w nawiązaniu do warunków naturalnych, napisany pod kierunkiem prof. Franciszka Uhorczaka, obronił w 1968.
Mišković jest zasłużony w promowaniu Polski, w szczególności polskiej kartografii opartej na dokonaniach Eugeniusza Romera. W swojej pracy podkreślał bliskie relacje z Polską oraz polskimi środowiskami naukowymi. Był m.in. przyjacielem profesora geografii Stanisława Leszczyckiego, współpracował m.in. z Adamem Malickim. Oprócz polskiej nauki wspierał również działalność polonijną w Banja Luce i Prnjavorze.
W późniejszym okresie był związany z Uniwersytetem w Sarajewie (gdzie pełnił funkcję dziekana) oraz w Banja Luce, gdzie wykorzystywał zdobytą w Polsce wiedzę i doświadczenie. Współorganizował wizyty studyjne w Bośni i Hercegowinie pracowników naukowych Instytutu Geografii i Przestrzennego Zagospodarowania PAN pod kierunkiem Jerzego Kostrowickiego.
W 2011, kontynuując prace Šefika Bešlagicia, opublikował Atlas stećaka, zwiększając liczbę odkrytych stećci o 10 tys., tj. do 70 tys. (3162 nekropolie).
Mišković pozostawił córkę Sonję Dujmović – historyczkę. Pochowany został w Prosjeku.

## Odznaczenia
- Krzyż Kawalerski Orderu Zasługi Rzeczypospolitej Polskiej (pośmiertnie, 2021)[8]
- Odznaka Honorowa „Bene Merito“ za działalność wzmacniającą pozycję Polski na arenie międzynarodowej (18 kwietnia 2011)[3]
- Wyróżnienie Towarzystwa Geograficznego Republiki Serbskiej z okazji 20-lecia powstania (23 maja 2013)[9]